# Пероксид натрію
Перекис натрію, пероксид натрію — неорганічна сполука з формулою Na2О2. Може бути отриманий при підпалюванні натрію в надлишку кисню, володіє сильними основними властивостями. Існує в вигляді декількох гідратів і та пероксидатів включаючи Na2О2·2Н2О2·4Н2О, Na2О2·2Н2О, Na2О2·2Н2О2 та Na2О2·8Н2О.

## Властивості
Перекис натрію кристалізується в гексагональній симетрії. При нагріванні, шестикутна форма переходить в фазу невідомої симетрії вже при температурі 512°С, а при подальшому нагріванні вище 675 °С суміш розкладається на {\displaystyle {\ce {Na2O}}}, випускаючи {\displaystyle {\ce {O2}}}, не доходячи до точки кипіння.
{\displaystyle {\ce {2 Na2O2 -> 2Na2O + O2}}}

## Отримання
Пероксид натрію може бути приготований у великих кількостях в результаті реакції металевого натрію з киснем при 130-200 °С, перша ланка генерує оксид натрію, який окремим етапом поглинає кисень:
{\displaystyle {\ce {4Na + O2 -> 2Na2O}}}
{\displaystyle {\ce {2Na2O + O2 -> 2Na2O2}}}
Також може бути отриманий пропусканням газу озону над твердим йодидом натрію в платиновій або паладієвій трубці. Озон окислює натрій до його пероксиду. Йод вивільняється в вигляді кристалів, які можуть бути сублімовані незначним підігріванням. Платина або паладій виступають в ролі каталізаторів реакції та є інертними до пероксиду натрію.

## Використання
При контакті з водою, пероксид натрію гідролізується до гідроксиду натрію та пероксиду водню за реакцією:
{\displaystyle {\ce {Na2O2 + 2H2O -> 2NaOH + H2O2}}}
Пероксид натрію використовується для відбілювання деревної маси при виробництві паперу та тканин. В даний час він використовується в основному для спеціалізованих лабораторних операцій, наприклад, вилучення мінералів з різних типів руд. Пероксид натрію може маркуватись комерційними іменами Solozone і Flocool. В хімічних реакціях препарати перекису натрію використовуються як окислювач. Він також використовується як джерело кисню при взаємодії його з вуглекислим газом з виділенням кисню та карбонату натрію; отже, особливо корисний для акваланга, підводних човнів і т. д. Пероксид літію має схожі властивості та використання.
{\displaystyle {\ce {2Na2O2 + 2CO2 -> 2Na2CO3 + O2}}}